# Stepaside Knoll
Der Stepaside Knoll ist ein 1829 m hoher Hügel im ostantarktischen Viktorialand. Er ragt im nördlichen Teil des Stepaside Spur zwischen dem Upper Staircase und dem Schutt-Gletscher auf.
Das Advisory Committee on Antarctic Names benannte ihn 1994 in Anlehnung an die Benennung des gleichnamigen Gebirgskamms.